# ريك تالان
ريك تالان (بالهولندية: Ricky Talan)‏ هو لاعب كرة قدم هولندي في مركز الهجوم، ولد في 3 نوفمبر 1960 في كاتفايك في هولندا، وتوفي في 30 سبتمبر 2015 في زيفينار في هولندا. لعب مع إي زد ألكمار وسيركل بروج وفيتيسه آرنهم ونادي هارلم.